# Liste der Nummer-eins-R&B-Alben in den USA (2002)
Dies ist eine Liste der Nummer-eins-Alben in den von Billboard ermittelten Verkaufscharts für R&B-Alben in den USA im Jahr 2002. In diesem Jahr gab es sechsundzwanzig Nummer-eins-Alben.
| ← 2001 ← | Liste der Nummer-eins-R&B-Alben in den USA | Liste der Nummer-eins-R&B-Alben in den USA | Liste der Nummer-eins-R&B-Alben in den USA | 2003 →                    |
| \| Zeitraum \| Wo. ges. \| Interpret \| Titel \| Zusätzliche Informationen \| \| (Zeitraum, Wochen auf Platz eins, Interpret, Titel, zusätzliche Informationen) \| \| \| \| \| \| ------------------------------------------------------------------------------ \| -------- \| ---------------------------------- \| ---------------------------------------- \| ------------------------- \| \| 29. Dezember 2001 – 4. Januar 2002 1 Woche (insgesamt 1) \| 1 \| Mobb Deep \| Infamy[1] \| – \| \| 5. Januar 2002 – 15. Februar 2002 6 Wochen (insgesamt 6) \| 6 \| Nas \| Stillmatic[2] \| – \| \| 16. Februar 2002 – 22. Februar 2002 1 Woche (insgesamt 1) \| 1 \| Original Motion Picture Soundtrack \| State Property[3] \| – \| \| 23. Februar 2002 – 1. März 2002 1 Woche (insgesamt 1) \| 1 \| Jennifer Lopez \| J to tha L-O!: The Remixes[4] \| – \| \| 2. März 2002 – 8. März 2002 1 Woche (insgesamt 3) \| 3 \| Ludacris \| Word of Mouf[5] \| – \| \| 9. März 2002 – 22. März 2002 2 Wochen (insgesamt 2) \| 2 \| Kirk Franklin \| The Rebirth of Kirk Franklin[6] \| – \| \| 23. März 2002 – 29. März 2002 1 Woche (insgesamt 1) \| 1 \| Brandy \| Full Moon[7] \| – \| \| 30. März 2002 – 5. April 2002 1 Woche (insgesamt 1) \| 1 \| B2K \| B2K[8] \| – \| \| 6. April 2002 – 19. April 2002 2 Wochen (insgesamt 2) \| 2 \| R. Kelly & Jay-Z \| The Best of Both Worlds[9] \| – \| \| 20. April 2002 – 17. Mai 2002 4 Wochen (insgesamt 4) \| 4 \| Ashanti \| Ashanti[10] \| – \| \| 18. Mai 2002 – 24. Mai 2002 1 Woche (insgesamt 1) \| 1 \| Big Tymers \| Hood Rich[11] \| – \| \| 25. Mai 2002 – 31. Mai 2002 1 Woche (insgesamt 1) \| 1 \| Musiq Soulchild \| Juslisen[12] \| – \| \| 1. Juni 2002 – 7. Juni 2002 1 Woche (insgesamt 1) \| 1 \| Cam’ron \| Come Home with Me[13] \| – \| \| 8. Juni 2002 – 12. Juli 2002 5 Wochen (insgesamt 5) \| 5 \| Eminem \| The Eminem Show[14] \| – \| \| 13. Juli 2002 – 9. August 2002 4 Wochen (insgesamt 4) \| 4 \| Nelly \| Nellyville[15] \| – \| \| 10. August 2002 – 16. August 2002 1 Woche (insgesamt 1) \| 1 \| Lil Wayne \| 500 Degreez[16] \| – \| \| 17. August 2002 – 23. August 2002 1 Woche (insgesamt 1) \| 1 \| Nelly \| Nellyville \| – \| \| 24. August 2002 – 6. September 2002 2 Wochen (insgesamt 2) \| 2 \| Scarface \| The Fix[17] \| – \| \| 7. September 2002 – 13. September 2002 1 Woche (insgesamt 1) \| 1 \| Clipse \| Lord Willin’[18] \| – \| \| 14. September 2002 – 20. September 2002 1 Woche (insgesamt 1) \| 1 \| Eve \| Eve-Olution[19] \| – \| \| 21. September 2002 – 27. September 2002 1 Woche (insgesamt 6) \| 6 \| Eminem \| The Eminem Show \| – \| \| 28. September 2002 – 4. Oktober 2002 1 Woche (insgesamt 2) \| 2 \| Clipse \| Lord Willin’ \| – \| \| 5. Oktober 2002 – 11. Oktober 2002 1 Woche (insgesamt 1) \| 1 \| Disturbing tha Peace \| Golden Grain[20] \| – \| \| 12. Oktober 2002 – 18. Oktober 2002 1 Woche (insgesamt 1) \| 1 \| India.Arie \| Voyage to India[21] \| – \| \| 19. Oktober 2002 – 1. November 2002 2 Wochen (insgesamt 2) \| 2 \| Xzibit \| Man vs Machine[22] \| – \| \| 2. November 2002 – 15. November 2002 2 Wochen (insgesamt 2) \| 2 \| LL Cool J \| 10[23] \| – \| \| 16. November 2002 – 29. November 2002 2 Wochen (insgesamt 2) \| 2 \| Original Motion Picture Soundtrack \| 8 Mile[24] \| – \| \| 30. November 2002 – 13. Dezember 2002 2 Wochen (insgesamt 2) \| 2 \| Jay-Z \| The Blueprint²: The Gift & The Curse[25] \| – \| \| 14. Dezember 2002 – 27. Dezember 2002 2 Wochen (insgesamt 2) \| 2 \| 2Pac \| Better Dayz[26] \| – \| |                                            |                                            |                                            |                           |
| ← 2001 |                                            |                                            |                                            | → 2003 →                  |
| Zeitraum | Wo. ges.                                   | Interpret                                  | Titel                                      | Zusätzliche Informationen |
| (Zeitraum, Wochen auf Platz eins, Interpret, Titel, zusätzliche Informationen) |                                            |                                            |                                            |                           |
| 29. Dezember 2001 – 4. Januar 2002 1 Woche (insgesamt 1) | 1                                          | Mobb Deep                                  | Infamy                                     | –                         |
| 5. Januar 2002 – 15. Februar 2002 6 Wochen (insgesamt 6) | 6                                          | Nas                                        | Stillmatic                                 | –                         |
| 16. Februar 2002 – 22. Februar 2002 1 Woche (insgesamt 1) | 1                                          | Original Motion Picture Soundtrack         | State Property                             | –                         |
| 23. Februar 2002 – 1. März 2002 1 Woche (insgesamt 1) | 1                                          | Jennifer Lopez                             | J to tha L-O!: The Remixes                 | –                         |
| 2. März 2002 – 8. März 2002 1 Woche (insgesamt 3) | 3                                          | Ludacris                                   | Word of Mouf                               | –                         |
| 9. März 2002 – 22. März 2002 2 Wochen (insgesamt 2) | 2                                          | Kirk Franklin                              | The Rebirth of Kirk Franklin               | –                         |
| 23. März 2002 – 29. März 2002 1 Woche (insgesamt 1) | 1                                          | Brandy                                     | Full Moon                                  | –                         |
| 30. März 2002 – 5. April 2002 1 Woche (insgesamt 1) | 1                                          | B2K                                        | B2K                                        | –                         |
| 6. April 2002 – 19. April 2002 2 Wochen (insgesamt 2) | 2                                          | R. Kelly & Jay-Z                           | The Best of Both Worlds                    | –                         |
| 20. April 2002 – 17. Mai 2002 4 Wochen (insgesamt 4) | 4                                          | Ashanti                                    | Ashanti                                    | –                         |
| 18. Mai 2002 – 24. Mai 2002 1 Woche (insgesamt 1) | 1                                          | Big Tymers                                 | Hood Rich                                  | –                         |
| 25. Mai 2002 – 31. Mai 2002 1 Woche (insgesamt 1) | 1                                          | Musiq Soulchild                            | Juslisen                                   | –                         |
| 1. Juni 2002 – 7. Juni 2002 1 Woche (insgesamt 1) | 1                                          | Cam’ron                                    | Come Home with Me                          | –                         |
| 8. Juni 2002 – 12. Juli 2002 5 Wochen (insgesamt 5) | 5                                          | Eminem                                     | The Eminem Show                            | –                         |
| 13. Juli 2002 – 9. August 2002 4 Wochen (insgesamt 4) | 4                                          | Nelly                                      | Nellyville                                 | –                         |
| 10. August 2002 – 16. August 2002 1 Woche (insgesamt 1) | 1                                          | Lil Wayne                                  | 500 Degreez                                | –                         |
| 17. August 2002 – 23. August 2002 1 Woche (insgesamt 1) | 1                                          | Nelly                                      | Nellyville                                 | –                         |
| 24. August 2002 – 6. September 2002 2 Wochen (insgesamt 2) | 2                                          | Scarface                                   | The Fix                                    | –                         |
| 7. September 2002 – 13. September 2002 1 Woche (insgesamt 1) | 1                                          | Clipse                                     | Lord Willin’                               | –                         |
| 14. September 2002 – 20. September 2002 1 Woche (insgesamt 1) | 1                                          | Eve                                        | Eve-Olution                                | –                         |
| 21. September 2002 – 27. September 2002 1 Woche (insgesamt 6) | 6                                          | Eminem                                     | The Eminem Show                            | –                         |
| 28. September 2002 – 4. Oktober 2002 1 Woche (insgesamt 2) | 2                                          | Clipse                                     | Lord Willin’                               | –                         |
| 5. Oktober 2002 – 11. Oktober 2002 1 Woche (insgesamt 1) | 1                                          | Disturbing tha Peace                       | Golden Grain                               | –                         |
| 12. Oktober 2002 – 18. Oktober 2002 1 Woche (insgesamt 1) | 1                                          | India.Arie                                 | Voyage to India                            | –                         |
| 19. Oktober 2002 – 1. November 2002 2 Wochen (insgesamt 2) | 2                                          | Xzibit                                     | Man vs Machine                             | –                         |
| 2. November 2002 – 15. November 2002 2 Wochen (insgesamt 2) | 2                                          | LL Cool J                                  | 10                                         | –                         |
| 16. November 2002 – 29. November 2002 2 Wochen (insgesamt 2) | 2                                          | Original Motion Picture Soundtrack         | 8 Mile                                     | –                         |
| 30. November 2002 – 13. Dezember 2002 2 Wochen (insgesamt 2) | 2                                          | Jay-Z                                      | The Blueprint²: The Gift & The Curse       | –                         |
| 14. Dezember 2002 – 27. Dezember 2002 2 Wochen (insgesamt 2) | 2                                          | 2Pac                                       | Better Dayz                                | –                         |